# Музей президентского дворца в Канобме
Музей президентского дворца (руанда Ingoro y’Abaperezida) открыт в 2009 году в городе Кигали, во дворце президентов Жювеналя Хабьяриманы и Пастёра Бизимунгу. Является одним из подразделений Института национальных музеев Руанды.

## О музее
Музей располагается в районе Канобме на востоке Кигали. Построен дворец был в 1976 году. Экспозиция посвящена особенностям жизни президентов, преимущественно президента Хабьяриманы.
Во дворе также находятся остатки президентского самолёта типа Falcon 50, в котором в 1994 году погибли Жювеналь Хабьяримана и президент Бурунди Сиприен Нтарьямира, что послужило поводом к развязанному после этого геноциду.